# Gli Asolani
Gli Asolani sono un trattato in 3 libri sotto forma di dialogo, scritto tra il 1497 e il 1502 da Pietro Bembo, e costituiscono la sua prima opera importante. 
Si tratta di un dialogo sull'amore, ambientato nella Asolo del XV secolo, presso la corte di Caterina Corner (o Cornaro). La prima edizione fu pubblicata nel 1505 da Aldo Manuzio, la seconda edizione uscì, dopo vari rimaneggiamenti, nel 1530, mentre il primissimo esemplare è la redazione manoscritta, detta “queriniana”.

## Struttura e personaggi
Si tratta di un trattato sulla natura di Amore in forma di dialogo, ispirato ai dialoghi classici latini, in forma di prosimetro (ovvero con una commistione di prosa e versi) e dotato di una cornice narrativa (per la quale certamente modello è il Decameron di Boccaccio).
Della redazione “queriniana” non possediamo alcun autografo, ma è comunque considerata fedele. La princeps del 1505 contiene la dedica a Lucrezia Borgia, che verrà invece tolta nell’edizione del 1530, che inoltre subisce una revisione linguistica alla luce delle Prose della Volgar Lingua (1525).
È diviso in tre libri, tenuti insieme da una cornice narrativa che prevede 3 giornate di festeggiamenti nei giardini della regina di Cipro Caterina Cornaro, ad Asolo. 
- Libro I - Perottino: l'amante infelice, parla del dolore e del malessere che nasce dall’amore.
- Libro II - Gismondo: l'amante felice che confuta le tesi di Perottino teorizzando la positività dell'amore.
- Libro III - Lavinello: confuta le tesi precedenti, sostiene la teoria dell'amore platonico, inteso quindi come contemplazione della bellezza ideale presente nelle cose terrene.
  - Fine del Libro III - Lavinello racconta di un savio eremita, che espone una dottrina dell'amore ispirata all'ascetismo cristiano, cioè come il protendersi verso un Dio trascendente, che comporta il totale disinteresse per la bellezza terrena e l'esclusivo desiderio di contemplazione di quella divina.

A queste parti fondamentali si aggiunge una cornice di dialoghi e descrizioni non finalizzati al tema dell'amore, ma che rappresenta la vita di corte e la villa di Caterina Corner. Sono anche presenti diversi componimenti poetici, solo in parte connessi con l'argomento del testo.